# Christine de Bruin
Christine de Bruin (Edmonton, 3 marzo 1989) è una bobbista canadese.
Nata Bushie, ha assunto il cognome de Bruin in seguito al matrimonio con il bobbista olandese Ivo de Bruin.

## Biografia
Sino al 2011 Christine de Bruin ha praticato l'atletica leggera nelle discipline veloci a livello di meeting nazionali e di college, avendo frequentato l'Università dell'Alberta.
Compete nel bob dal 2012 inizialmente come frenatrice per la squadra nazionale canadese, disputando due gare in Coppa Nordamericana a marzo del 2013. Si convertì subito al ruolo di pilota nel novembre del 2013 continuando a gareggiare nel circuito nordamericano e raggiungendo il quinto posto in classifica generale nel 2013/14. A livello giovanile ha preso parte ai mondiali juniores di Winterberg 2014 piazzandosi al nono posto.

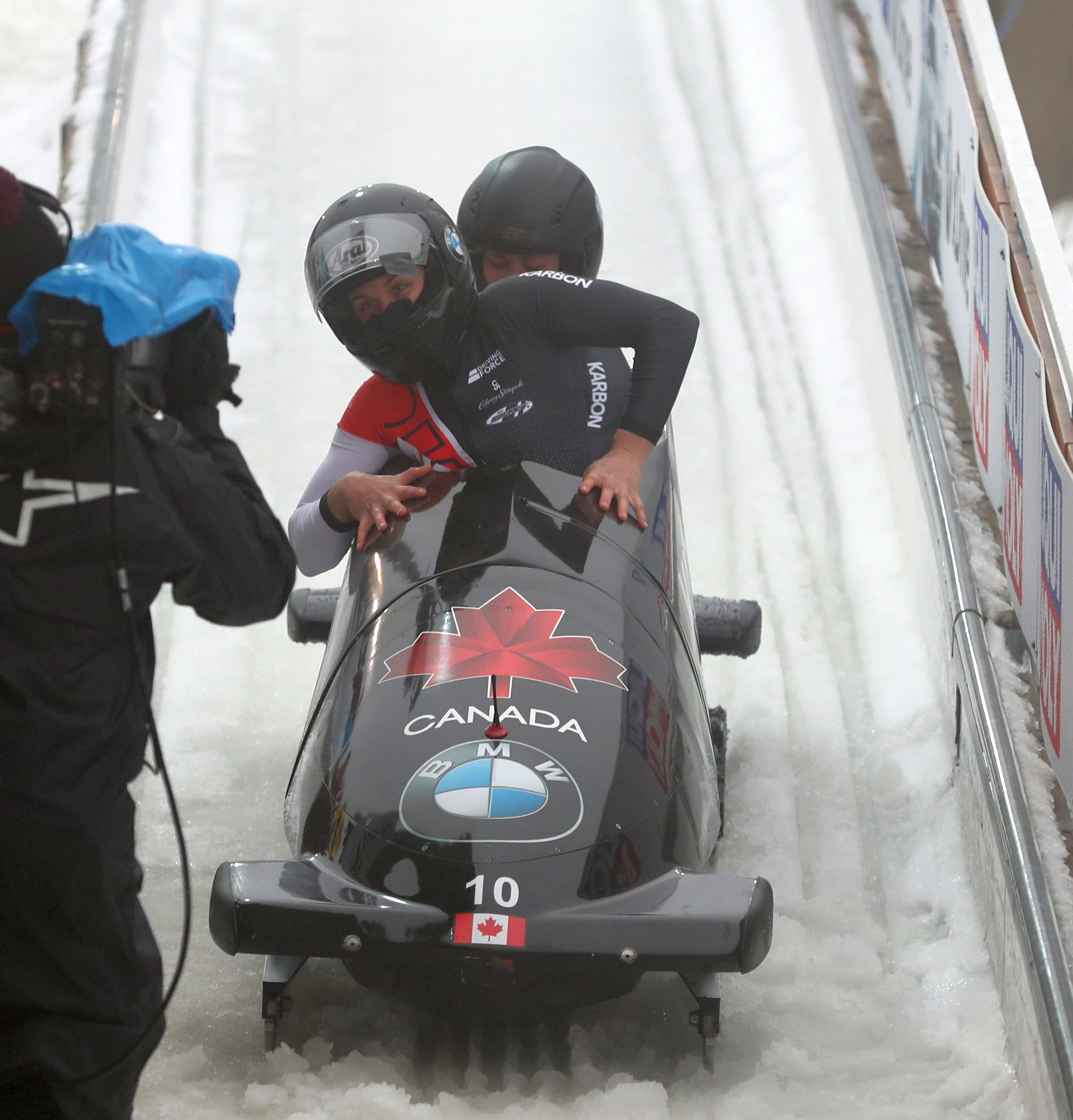
Christine de Bruin alla guida del bob a due ad Altenberg nel 2019

Esordì in Coppa del Mondo nella stagione 2012/13, l'8 dicembre 2012 a Winterberg, piazzandosi al settimo posto nella gara a squadre; centrò il suo primo podio il 5 gennaio 2019 ad Altenberg, dove fu seconda nel bob a due in coppia con Kristen Bujnowski; detiene quale miglior piazzamento in classifica generale il decimo posto colto al termine della stagione 2017/18. Nel circuito delle World Series di monobob femminile andò per la prima volta a podio, vincendo la gara, il 18 dicembre 2021 ad Altenberg nella dodicesima tappa della stagione 2021/22, mentre concluse la stagione 2020/21 al ventottesimo posto in classifica generale.
Ha partecipato ai Giochi olimpici invernali di Pyeongchang 2018, piazzandosi al settimo posto nel bob a due in coppia con Melissa Lotholz.

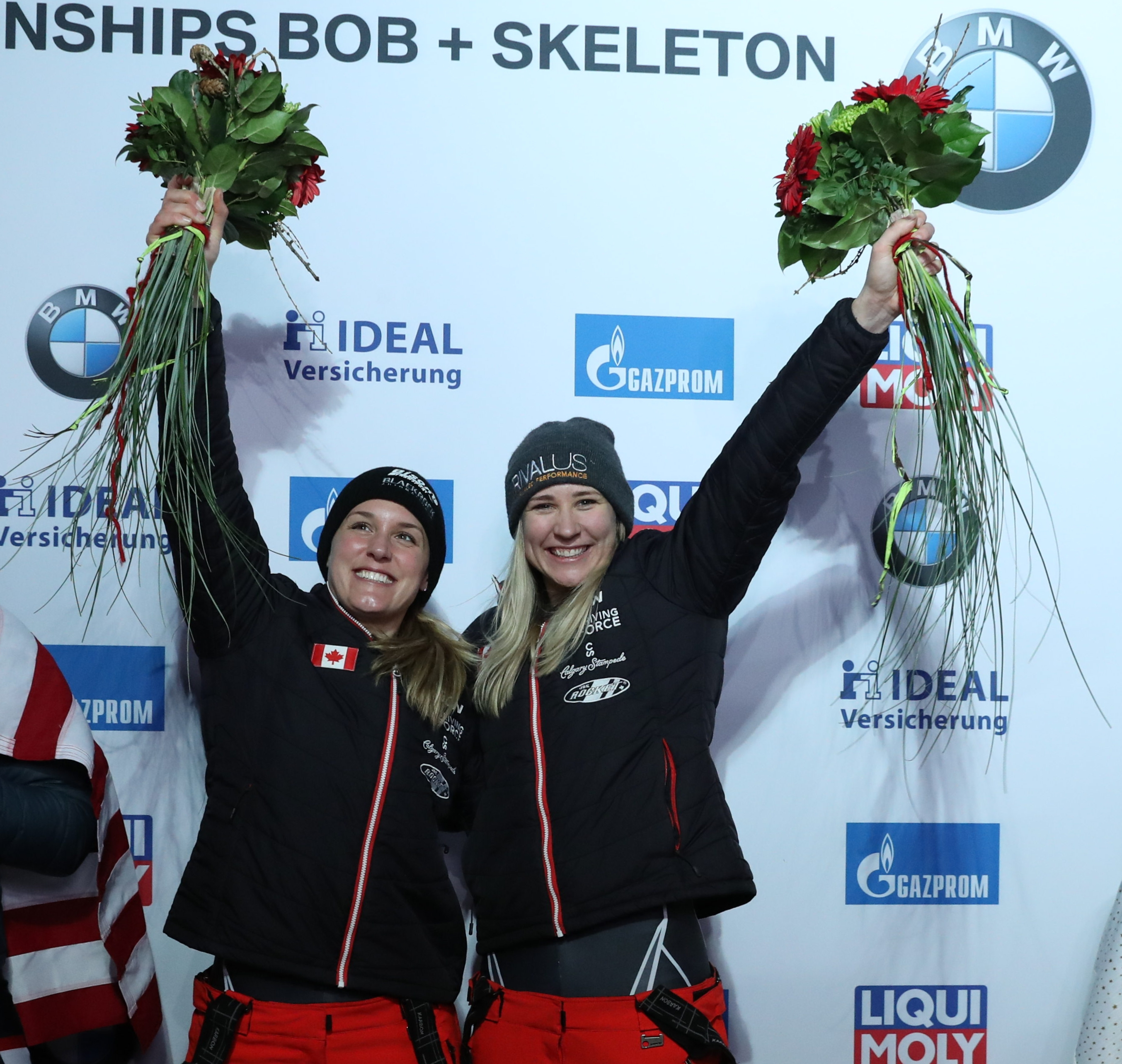
Christine de Bruin (a sinistra) e Kristen Bujnowski sul podio dei campionati mondiali di Altenberg 2020, dove colsero la medaglia di bronzo nel bob a due

Prese inoltre parte a cinque edizioni dei campionati mondiali conquistando un totale di tre medaglie. Nel dettaglio i suoi risultati nelle prove iridate sono stati, nel monobob: sedicesima ad Altenberg 2021; nel bob a due: sedicesima a Igls 2016, tredicesima a Schönau am Königssee 2017, medaglia di bronzo a Whistler 2019 in coppia con Kristen Bujnowski, medaglia di bronzo ad Altenberg 2020 con Kristen Bujnowski e sedicesima ad Altenberg 2021; nella gara a squadre: decima a Igls 2016, undicesima a Schönau am Königssee 2017 e medaglia d'argento a Whistler 2019.

## Palmarès

### Mondiali
- 3 medaglie:
  - 1 argento (gara a squadre a Whistler 2019);
  - 2 bronzi (bob a due a Whistler 2019; bob a due ad Altenberg 2020).

### Coppa del Mondo
Miglior piazzamento in classifica generale nel bob a due: 10ª nel 2017/18.
- 8 podi (tutti nel bob a due):
  - 3 secondi posti;
  - 5 terzi posti.

### World Series di monobob femminile
- Miglior piazzamento in classifica generale: 28ª nel 2020/21.
- 2 podi:
  - 2 vittorie.

#### World Series di monobob femminile - vittorie
| Data             | Luogo     | Paese    |
| ---------------- | --------- | -------- |
| 18 dicembre 2021 | Altenberg | Germania |
| 2 gennaio 2022   | Sigulda   | Lettonia |

### Circuiti minori

#### Coppa Europa
- Miglior piazzamento in classifica generale nel bob a due: 11ª nel 2018/19;
- 2 podi (nel bob a due):
  - 1 vittoria;
  - 1 secondo posto.

#### Coppa Nordamericana
- Miglior piazzamento in classifica generale nel bob a due: 5ª nel 2013/14;
- 6 podi (tutti nel bob a due):
  - 4 vittorie;
  - 2 secondi posti;
  - 1 terzo posto.

### Campionati canadesi
- 1 medaglia:
  - 1 bronzo (bob a due a Calgary 2017[1]).